# Rhogeessa aeneus
Rhogeessa aeneus (Goodwin, 1958) è un pipistrello della famiglia dei Vespertilionidi endemico della Penisola dello Yucatán.

## Descrizione

### Dimensioni
Pipistrello di piccole dimensioni, con la lunghezza della testa e del corpo tra 37 e 43 mm, la lunghezza dell'avambraccio tra 26 e 29 mm, la lunghezza della coda tra 26 e 36 mm, la lunghezza del piede tra 4 e 6 mm, la lunghezza delle orecchie tra 11 e 14 mm.

### Aspetto
La pelliccia è corta. Le parti dorsali sono brunastre, con la base dei peli giallo-cannella, mentre le parti ventrali sono fulvo-olivastre. Il muso è largo, dovuto alla presenza di due masse ghiandolari sui lati. Le orecchie sono relativamente corte, triangolari e con l'estremità arrotondata. Nei maschi sono presenti delle masse ghiandolari alla base della superficie dorsale anteriore delle orecchie. Il trago è lungo e sottile. Le membrane alari sono bruno-nerastre e spesse e attaccate posteriormente alla base delle dita dei piedi. La punta della lunga coda si estende leggermente oltre l'uropatagio, il quale è cosparso di pochi peli alla base della superficie dorsale. Il calcar è ben sviluppato e carenato. Le femmine sono più grandi dei maschi. Il cariotipo è 2n=32.

## Biologia

### Alimentazione
Si nutre di insetti.

### Riproduzione
Femmine gravide sono state catturate nel mese di maggio.

## Distribuzione e habitat
Questa specie è diffusa nella Penisola dello Yucatán, Guatemala e Belize settentrionali.
Vive nelle foreste semi-decidue, secche e in zone rurali fino a 50 metri di altitudine.

## Conservazione
La IUCN Red List, considerato la vasta distribuzione nella Penisola dello Yucatán, la presenza in diverse aree protette e in altre recuperate attraverso programmi di conservazione, classifica R.aeneus come specie a rischio minimo (Least Concern)).